# Baltzar von Dahlheim

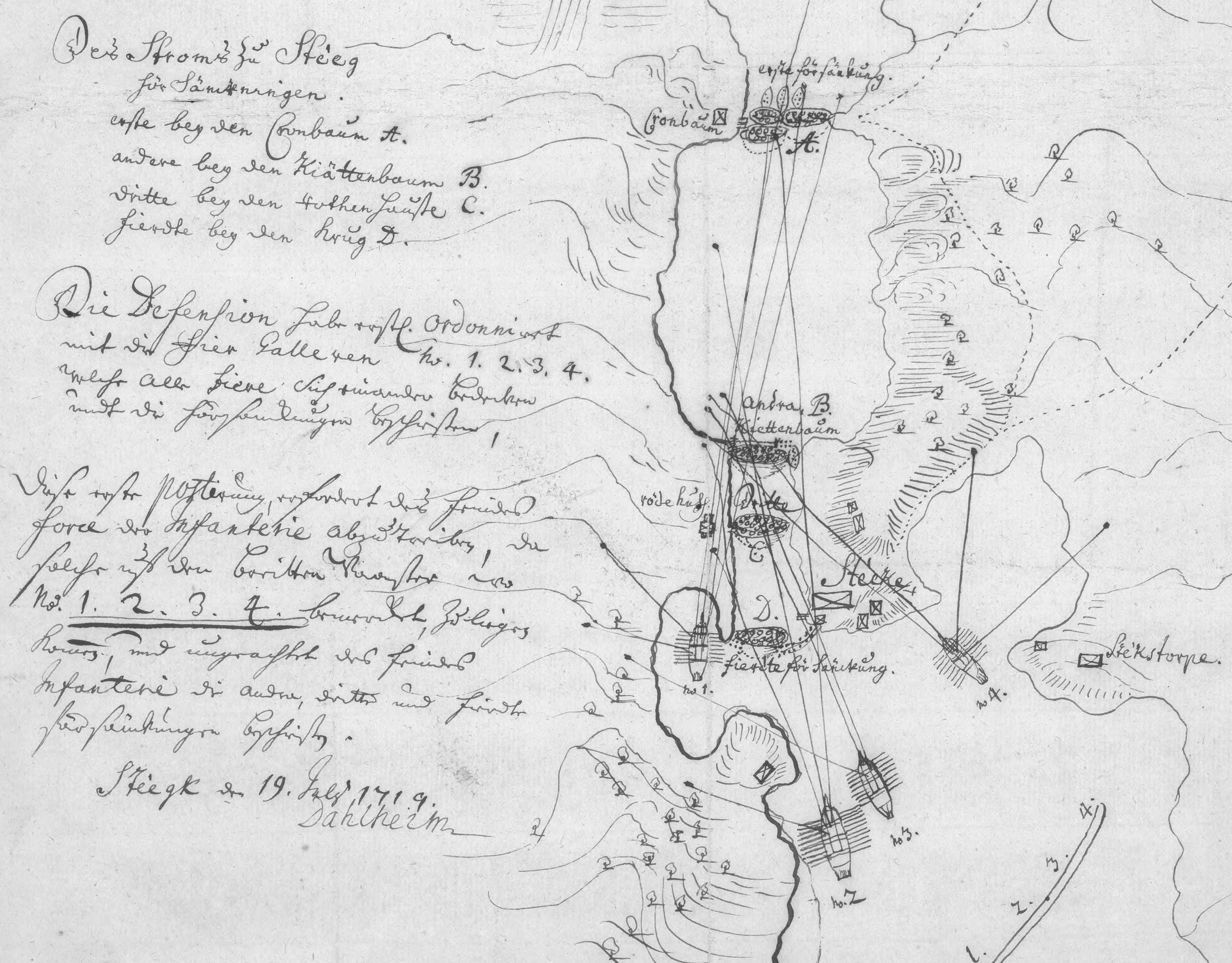
Slaget vid Stäket: Baltzar von Dahlheims karta 19 juli 1719.

Carl Baltzar von Dahlheim, född 22 mars 1669, död 16 maj 1756, var en tysk-svensk militär, född i Sachsen som Baltzar Tahlheim. Även fadern och farfadern var militärer.
Dahlheim blev efter en kort skolgång legosoldat redan som tonåring, deltog i Wiens belägring och senare i Vilhelm av Oraniens fälttåg mot England. Han fick där tjänst i ett svenskt regemente som stred på den holländska sidan och fick där fortifikationsutbildning under Menno van Coehoorn. Sedan regementet återgått i svensk tjänst följde Dahlheim med och utmärkte sig under fälttåg i Polen efter slaget vid Narva år 1700 som fortifikationsofficer. I slaget vid Poltava 1709 sårades Dahlheim, men han lyckades ändå följa med Karl XII till Bender där han tillbringade över fyra år. 1711 adlades han och antog namnet von Dahlheim.
Efter tiden i Bender befordrades Dahlheim till överste och deltog i striderna om fästningen i Stralsund. Han blev då svårt sårad igen, togs till fånga och tillbringade över två år som konvalescent i fångenskap i Berlin. 1718 släpptes han fri och utsågs till generalkvartermästare i Karl XII:s Bohusarmé inför kungens andra fälttåg mot Norge. Detta fick ett abrupt slut med kungens död vid Fredriksten.
1719 gjorde Dahlheim sin numera mest omtalade militära insats, som organisatör och ledare för försvaret av Baggensstäket mot den inträngande ryska skärgårdsflottan. Han lyckades under slaget vid Stäket med mycket små resurser, och trots att han ännu en gång blev svårt sårad, hålla stånd mot en stor övermakt tills förstärkningar kom fram. Efter slaget vände dock hans karriär till det sämre, och han pensionerades på dåliga villkor 1722, vid 52 års ålder. 1723 köpte han gården Stångberga i Garns socken i nuvarande Vallentuna kommun där han levde resten av sitt liv under mycket små omständigheter med huvudsaklig försörjning från jordbruket. 1748 blev han visserligen en av de första som mottog Svärdsorden, men han kunde inte bära utmärkelsen eftersom han hade pantsatt sin finaste rock.
Minnesstenar över Dahlheims och hans samtidas militära insatser står vid Baggensstäket och Strömstad.